# Holý vrch (Západní Tatry)
Holý vrch je vrch pyramidálního tvaru v jihozápadní rozsoše Barance. Je porostlý kosodřevinou. Blízko vrcholu se nachází menší skupina skal a na sever od ní kosodřevina přechází do pásma holin.

## Žlaby
Z Holého vrchu spadají do oblasti Žiarské doliny dva významnější žleby. Jeden spadá do lokality Pod Suchým a druhý do oblasti Esíčka. Do východní Trnovské doliny spadají jen strmé a nevýrazné žleby.

## Výhledy
Z Holého vrchu jsou kvůli kosodřevinovému porostu jen omezené výhledy, a to na jihovýchodní rozsochu Barance.

## Turistické možnosti
Na Holém vrchu se setkává modrá značka z Jakubovan a žlutá značka z ústí Žiarské doliny. Obě tyto trasy procházejí relativně strmým terénem. Z vrchu se dá dále pokračovat na Baranec (1:45 hodiny).

## Přístup
- Po  značce ze Žiarské doliny, trvání 2:00 hodiny
- Po  značce z Jakubovan, trvání 4:15 hodiny
- Po  značce z Barance, trvání 1:00 hodiny